# Ballroom Heroes
Ballroom Heroes er McKinleys tredje album, som udkom i 1978 på forlaget Stuk.

## Nummerliste
1. "Cheek To Cheek"
2. "Ride Like Hell"
3. "Break The Silence"
4. "What Do You Think?"
5. "Doctor My Eyes"
6. "Jessamine"
7. "You're Not The Only One"
8. "I Am, What I Am"
9. "Judy"
10. "When It's Through"